# 大井川焼津藤枝スマートインターチェンジ
大井川焼津藤枝スマートインターチェンジ（おおいがわやいづふじえだスマートインターチェンジ）は、静岡県焼津市にある東名高速道路のスマートインターチェンジである。2016年3月12日に供用を開始した。ETC搭載の全車種で24時間利用可能。2020年5月現在、スマートまで含めた場合、日本で一番長い名前のインターチェンジ（11文字）である。
構内には大井川バスストップ（おおいがわバスストップ）を併設しており、同停留所についても本項で記す。

## 概要
東名高速道路では初めてである本線直結型のスマートインターチェンジ。開通に伴い、この付近に存在した大井川バスストップを約300 m西側のインターチェンジ内へ開通日に移設。開通により、今まで焼津ICや吉田ICを利用していた交通の分散、渋滞の減少や周辺地域の活性化、医療施設までのアクセスの向上などが期待されている。
当インターチェンジ名は、「スマート」まで数えた場合、日本で一番長い名前のインターチェンジ名（11文字）となる。すなわち、スマートインターチェンジの名前としては日本で一番長い名前となる。ただし、「スマート」を抜いた場合では、三遠南信自動車道・飯田上久堅・喬木富田インターチェンジ（10文字）が最長となる。（2020年5月7日現在）

## 接続する道路
- 焼津市道105号線（国道150号及び静岡県道34号島田吉田線[注 1]に接続）

## 周辺
- 焼津市役所大井川庁舎（旧大井川町役場）
- 航空自衛隊静浜基地
- 焼津市立大井川西小学校
- 焼津市立大洲小学校
- 焼津市立大洲中学校
- 静岡県立清流館高校
- 日清食品静岡工場
- 大井川港
- 藤枝駅（直線距離で北へ4 km）

## 歴史
- 2007年9月 : 「東名焼津・吉田間スマートインターチェンジ勉強会」が立ち上げられる[5]。
- 2011年3月 : （仮称）大井川藤枝スマートインターチェンジ連結許可[5]。
- 2015年3月 : 正式名称が「大井川焼津藤枝スマートインターチェンジ」に決定[5]。
- 2016年3月12日 : 供用開始[1]。供用開始と同じく、300 m東京寄りに設置されていた大井川バスストップをスマートIC内に移設。

## 隣
E1 東名高速道路
(12)焼津IC - (12-1)大井川焼津藤枝スマートIC - (13)吉田IC

## 大井川バスストップ

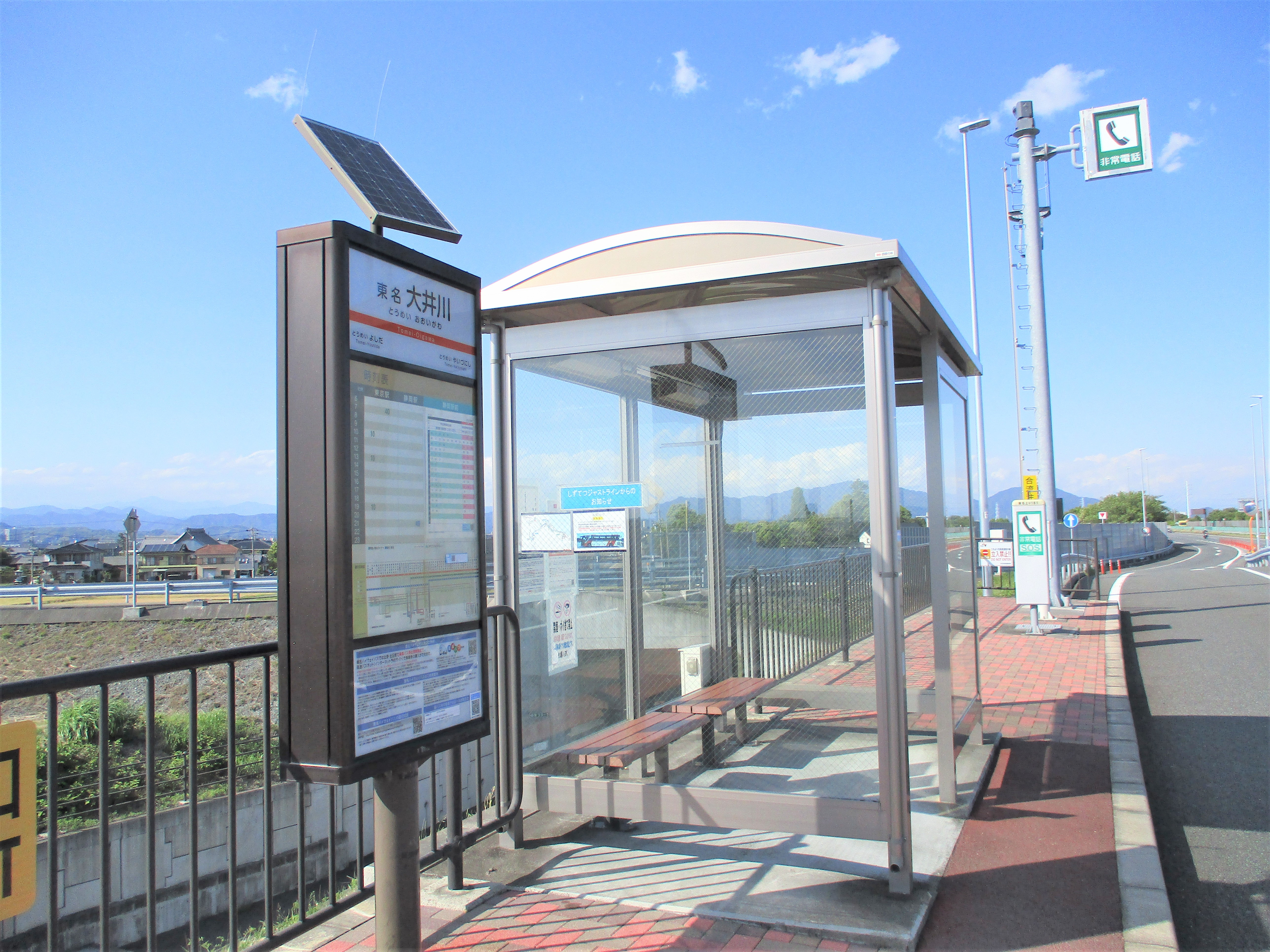
大井川バスストップ（東名大井川）。2022年5月撮影。

- 大井川焼津藤枝スマートインターチェンジ内に併設されたバス停留所である。旅客案内上では東名大井川（とうめいおおいがわ）と呼ばれる。
- 東名ハイウェイバスの特急・急行便としずてつジャストラインの特急便及び静岡大阪線が全便停車する。
- 移設前までは上り線が藤枝市、下り線は焼津市の東名高速本線内に存在していたが、スマートIC開設と主に移設前のバス停上下線が300 m名古屋寄りのスマートチェンジ内（上り線が焼津市上泉、下り線が焼津市上新田）へ移設した。

### 歴史
- 1969年6月10日：開設

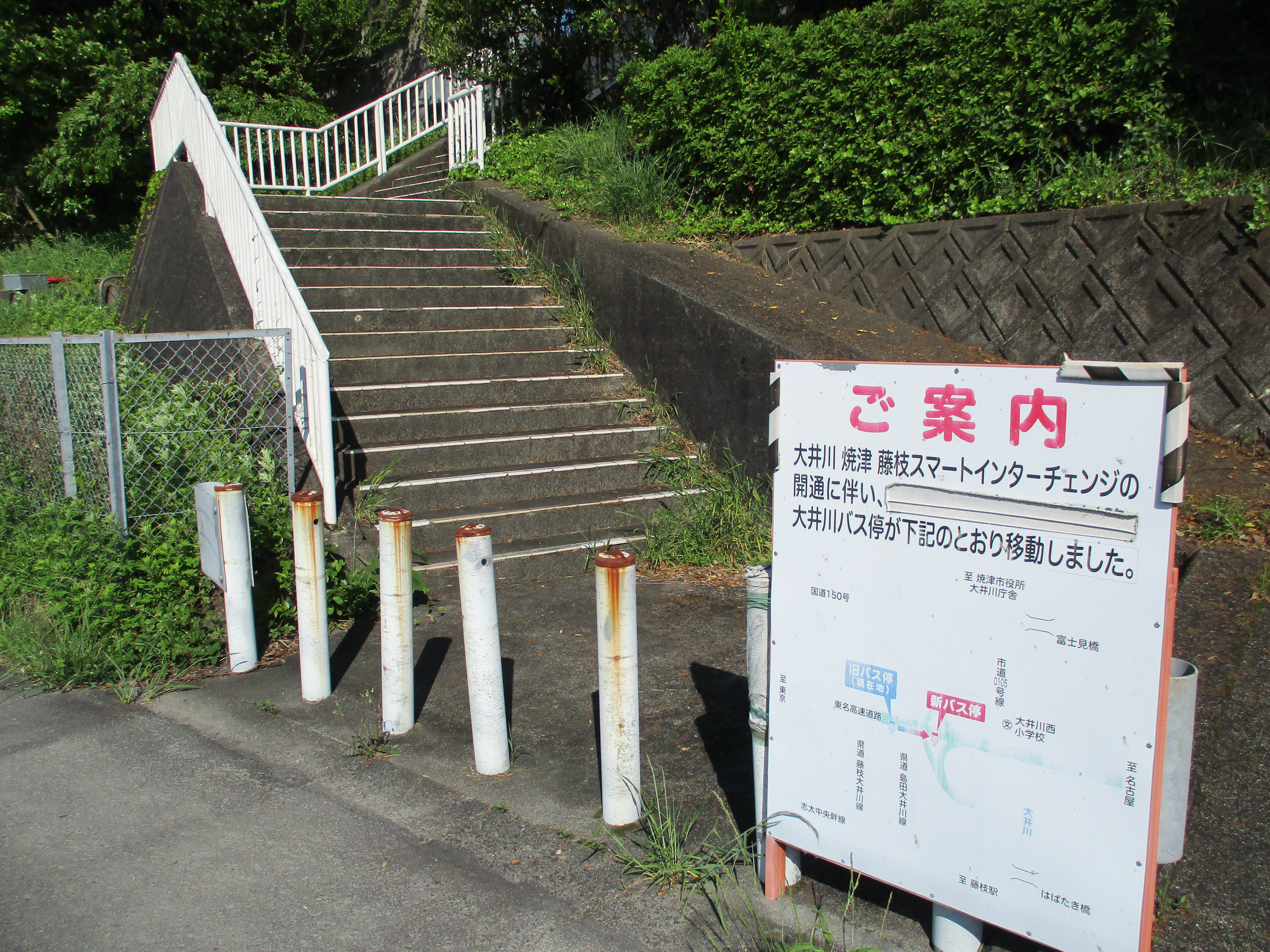
移設前の場所。2022年5月撮影。

- 2016年3月12日：大井川焼津藤枝スマートIC供用に合わせ、バス停をスマートIC内に移設。

### 停車する路線
- 東名ハイウェイバス：急行・特急便
- しずてつジャストライン：特急静岡相良線・富士山静岡空港静岡線・静岡大阪線（京都・大阪ライナー）

### 隣接のバス停
- 東名ハイウェイバス
吉田BS - 大井川BS - 焼津西BS
- しずてつジャストライン 特急静岡相良線
吉田インター入口 - 大井川BS - 焼津西BS
- しずてつジャストライン 富士山静岡空港静岡線
井口南 - 大井川BS - 焼津西BS

### 乗り換え
- しずてつジャストライン - 「東名大井川」バス停
  - 藤枝相良線 - 静岡県道33号藤枝大井川線上に設置。静波海岸入口・相良営業所、藤枝駅方面。
- しずてつジャストライン - 「東名入口」バス停
  - 大井川西部循環線（焼津市自主運行路線） - 静岡県道227号島田大井川線上に設置。大井川庁舎・つつじ平団地方面。

### 距離
- 東京駅から197.2 km